# Sunshine Paradise
Sunshine Paradise è il secondo album del disc jockey francese Laurent Wolf.

## Tracce
CD 1
1. "Saxo"
2. "Sunshine Paradise"
3. "Calinda"
4. "About That"
5. "Sunshine Is Burning"
6. "Gallion"
7. "Together"
8. "Iyo"
9. "On The Music"
10. "Egyptian"
11. "Do Brazil"
12. "Happy Tv"

CD 2
1. "Feel My Drums"
2. "Bomba"
3. "Work"
4. "Flama"
5. "Afro-Dynamic"
6. "Bbc News"
7. "Sunshine Paradise" (Remix)
8. "Twister"
9. "Pump It Up"
10. "Percucion"
11. "Hear A Friend"
12. "Planar"